# Melica canariensis
Melica canariensis är en gräsart som beskrevs av Werner Hempel. Melica canariensis ingår i släktet slokar, och familjen gräs. Inga underarter finns listade i Catalogue of Life.